# Ross Perot
Henry Ross Perot (ur. 27 czerwca 1930 w Texarkana, zm. 9 lipca 2019 w Dallas) – amerykański przedsiębiorca, polityk. Miliarder. Dorobił się majątku na przedsiębiorstwach Electronic Data Systems i Perot Systems. Zasłynął zorganizowaniem misji specjalnej, która miała na celu uratowanie uwięzionych 28 grudnia 1978 w ogarniętym rewolucją Iranie dwóch pracowników przedsiębiorstwa EDS.

## Życiorys
Jego rodzina po mieczu wywodzi się od francuskiego imigranta, który przybył do Luizjany w XVIII w. Ukończył Texas High School, a potem Texarkana Junior College. W 1949 wstąpił do Akademii Marynarki Wojennej Stanów Zjednoczonych w Annapolis, a następnie w latach 1953–1957 służył w marynarce wojennej jako oficer.
Po odbyciu służby wojskowej od 1949 zaczął pracować jako sprzedawca w firmie IBM, gdzie szybko okazał się wyróżniającym się pracownikiem (w ciągu dwóch tygodni osiągnął roczny limit sprzedaży). W 1962 w Dallas założył własną firmę, Electronic Data Systems, świadczącą usługi przetwarzania danych. Firma w latach 60. otrzymała intratne kontrakty od rządu USA na informatyzację usług medycznych. Po tym, jak EDS weszła na giełdę w 1968, a cena akcji wzrosła z 16 USD do 160 USD za akcję w ciągu kilku dni, dwutygodnik Fortune nazwał Perota „najszybszym, najbogatszym Teksańczykiem”. W 1984 pakiet kontrolny spółki za 2,4 mld USD odkupił General Motors. W 1988 założył firmę Perot Systems i stał się tzw. aniołem biznesu dla NeXT, firmy komputerowej założonej przez Steve'a Jobsa po odejściu z Apple Inc. W 2009 sprzedał firmę koncernowi Dell za 3,9 mld USD. Podczas prezydentury George'a H.W. Busha sprzeciwiał się wojnie w Zatoce Perskiej oraz ratyfikacji Północnoamerykańskiego Układu Wolnego Handlu. Oprócz usług informatycznych był zaangażowany w wydobycie ropy naftowej i gazu ziemnego.
Perot był zaangażowany w sprawę poszukiwania i powrotu do kraju żołnierzy amerykańskich zaginionych w akcji w czasie wojny w Wietnamie. Pod koniec lat 70. zorganizował misję specjalną, która miała na celu uratowanie uwięzionych 28 grudnia 1978 roku w ogarniętym rewolucją Iranie dwóch pracowników przedsiębiorstwa EDS. W 1983 Perot skontaktował się z brytyjskim pisarzem Kenem Follettem, który całe przedsięwzięcie opisał w książce Na skrzydłach orłów. 
Perot kandydował w wyborach prezydenckich w 1992 i 1996 roku. W wyborach w 1992 roku cieszył się wysokim poparciem w sondażach, dzięki czemu wziął udział w debatach telewizyjnych jako pierwszy kandydat poza przedstawicielami dwóch wiodących partii amerykańskich. Startował w parze z admirałem w stanie spoczynku Jamesem Stockdale’em jako kandydatem na wiceprezydenta. Ross Perot uzyskał wówczas 19% głosów (jednak żadnego głosu w tzw. kolegium elektorskim), mimo iż nie uczestniczył przez kilka miesięcy w kampanii. Był to najlepszy wynik uzyskany przez kandydata spoza dwóch czołowych partii od 1912 roku.
W 1995 r. założył Partię Reform (Reform Party). Kandydował z jej ramienia w wyborach prezydenckich rok później i uzyskał 8% poparcia.
Według Forbesa w 2016 Perot był 167. najbogatszą osobą w Stanach Zjednoczonych.
W 1956 r. Perot ożenił się z Margot Birmingham. Mieli pięcioro dzieci.